# سالومون برادرز
سالومون برادرز (به انگلیسی: Salomon Brothers) بانک سرمایه‌گذاری مستقر در وال استریت بود، که در حال حاضر متعلق به سیتی‌گروپ می‌باشد.
این بانک در سال ۱۹۱۰ توسط سه برادر با نام‌های آرتور، هربرت و پرسی سالومون تاسیس شد. بانک سالومون در سال ۱۹۹۸ توسط تراولرز کمپانی خریداری شد، که پس از ادغام تراولرز کمپانی و سیتی‌بانک در همان سال، مالکیت سالومون برادرز نیز به سیتی‌گروپ واگذار شد. در حال حاضر دارایی‌های این بانک در اختیار بانک سالومون اسمیت بارنی قرار دارد، که ارائه‌دهنده خدمات بانکداری سرمایه‌گذاری تحت مدیریت سیتی‌گروپ اداره می‌شود.